# 57 mm pvkan m/43
Bofors 57 mm pansarvärnskanon var en pansarvärnskanon som konstruerades av svenska Bofors under tidigt 1940-tal och kom i bruk som 57 mm pansarvärnskanon m/43 .Kanonen kan sägas vara en uppförstorad 37 mm pansarvärnskanon m/38. Vikten gjorde att den blev svår att dra för hand i terrängen. Kanonen ingick i infanteriregementenas Pansarskyddskompanier. Till pjäsen fanns en 20 mm tubkanon som övningsvapen. När tyngre stridsvagnar började bli vanliga under slutet av 1940-talet blev kanonen snabbt relegerad till andra roller då dess genomslagsförmåga var för låg för att bekämpa dessa. Kanonen ersattes av 9 cm pvpjäs 1110 och pansarvärnsrobotar